# Lee Sung-jin

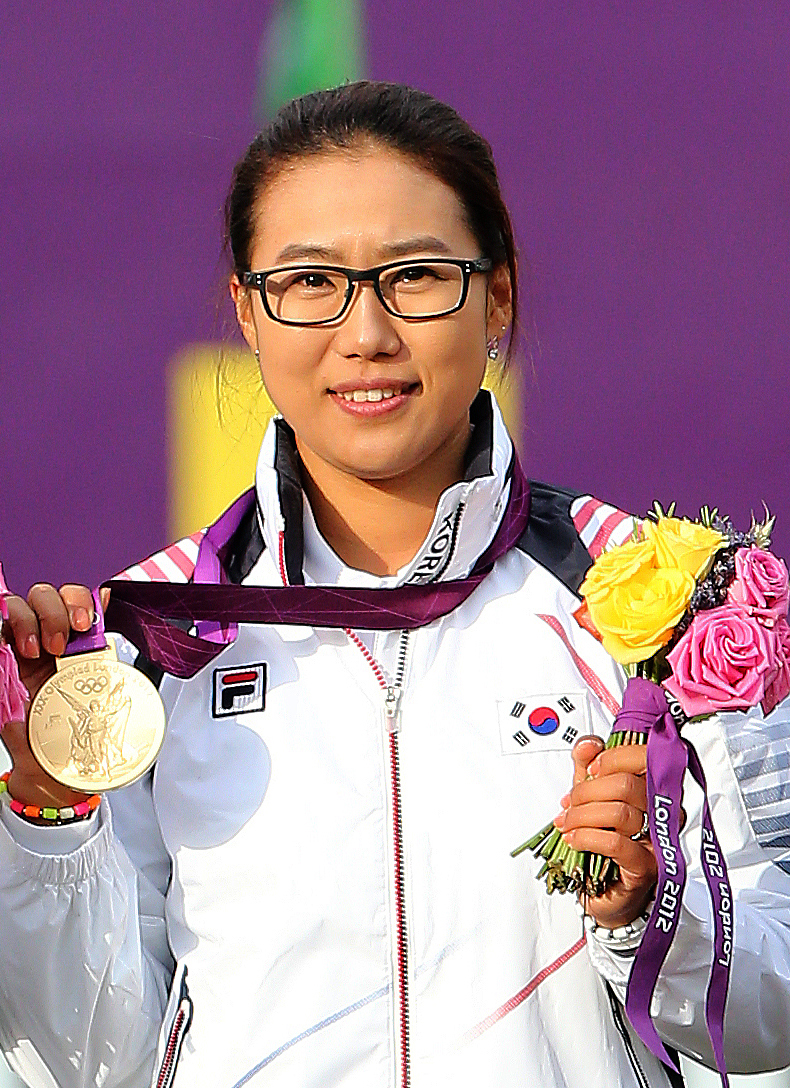
Lee Sung-jin

Lee Sung-Jin, född den 7 mars 1985, är en sydkoreansk idrottare som i olympiska sommarspelen 2004 tog två medaljer i bågskytte 2004.

## Olympiska sommarspelen 2004

### Individuell tävlan
Lee låg på andra plats efter rankingrundan, där 72 pilar sköts och Lee fick ihop 675 poäng. I den första omgången mötte hon den 63-rankade Lamia Bahnasawy från Egypten. Lee besegrade henne med 164-127 i 18-pilsmatchen, och gick vidare till 16-delsfinal. Hon mötte där den 34-rankade grekiska bågskytten Elpida Romantzi, som hon besegrade med 166-146. I åttondelsfinalen besegrade hon den ryska Margarita Galinovskaya med 165-163, och gick vidare till kvartsfinal. 
Hon mötte Wu Hui Ju från Kinesiska Taipei, och besegrade denna 10-rankade bågskytt med knapp seger - 104-103. I semifinalen mötte hon Yuan Shu Chi, som också var från Chinese Taipei. Här vann hon med 104-98. Hon mötte Park Sung-Hyun i finalen, men förlorade med två poäng. Hon fick således silver.

### Lagtävlan
Hon var med i det lag som vid olympiska sommarspelen 2004 tog guld i bågskytte. De andra två i laget var Park Sung-Hyun och Yun Mi-Jin.